# Москвич-2141
Москвич-2141 (АЗЛК-2141) — советский и российский легковой автомобиль третьей группы малого класса с кузовом типа «хетчбэк», выпускавшийся с 1986 по 2003 год (с 1997 г. — в виде модернизированной модели «Святогор») на Автомобильном заводе имени Ленинского комсомола (АЗЛК, с 1992 года — ОАО «Москвич»). Родоначальник семейства, к которому позже присоединились седан 2142, пикап и фургон 2335, а также их вариации. На экспортных рынках ряда стран именовался ALEKO (латинская транслитерация с «АЛЕКО» — «Автозавод Ленинского комсомола»).
Кузов автомобиля создавался с оглядкой на кузов Simca-Chrysler 1307, от которого была взята некоторая часть элементов, например — рамки окон боковых дверей. Качественным конструктивным отличием от предыдущих поколений автомобилей завода является передняя подвеска типа «Макферсон» и передний привод колёс. «Москвич-2141» не получил современного, собственного разработанного семейства двигателей поколения АЗЛК-214xx (с ремённым приводом ГРМ и 16-клапанной разновидностью), а оснащался таковым от предыдущего поколения автомобилей (УЗАМ-331), и также относительно устаревшими моторами ВАЗ-2106, что не позволило ему воплотить свой потенциал полностью.
В 1997 году модель получила новую лицевую часть и комплектацию с иностранным двигателем марки «Рено», а также была переименована в «Святогор». Обозначается индексами «2141-02», «-45», «−00», «−22», «−23», «−24» и «−25».

## История создания

### Предыстория
АЗЛК с конца шестидесятых годов активно работал над заднеприводными автомобилями, промежуточными по классу между моделями ВАЗ и «Волгой» (см. статьи Москвичи серии 3-5 и Москвичи серии С); к середине десятилетия работы были доведены до стадии предсерийных образцов, однако наладить серийное производство не удалось из-за начавшихся осенью 1976 года перестановок в руководстве АЗЛК и других причин. Один из разработчиков, дизайнер Игорь Зайцев, вспоминает:
Полностью сменилось руководство завода: пришла «зиловская» команда с бредовыми идеями и смутным представлением о легковом автомобилестроении. Начались реорганизации и бесконечные поиски зарубежного партнёра с готовой моделью и отработанной технологией, по аналогии с ВАЗом.
Были, казалось бы, заманчивые предложения. Например, Citroen соглашался организовать на АЗЛК производство перспективной тогда модели ВХ, но с обычной пружинной подвеской вместо фирменной «гидропневматики». Не сошлись в цене. Концерн FIAT предложил к производству будущий Tipo — не устроили сроки. Немцы из Porsche предлагали к совместной разработке автомобиль, эскизы которого напоминали нынешний Volkswagen Bora… Ничем эта бурная деятельность не закончилась, и руководству пришлось вернуться к собственным разработкам.

Москвич С-2 не устраивал начальство своей излишней самобытностью: на свою беду, он не походил ни на один из «зарубежных аналогов». Поэтому в октябре 1976 года появился макет серии С-3 — окончательной, как тогда казалось, версии преемника Москвича-2140. Машина получилась привычной, без спорных деталей.
Между тем, несмотря на наличие на АЗЛК, оценивавшегося как «предсерийный» ходового прототипа С-3, в Минавтопроме к этому времени уже решили, что АЗЛК должен разработать и наладить выпуск семейства переднеприводных автомобилей того же класса, как более современных. Соответствующее указание и было спущено на завод.

### Начальный период
В качестве наилучшего прообраза для ускорения проектирования нового автомобиля Минавтопрому виделась недавно появившаяся франко-американская модель «Simca 1308» производства европейского отделения корпорации «Chrysler», обладатель титула «Автомобиль 1976 года в Европе». Требование отраслевого министерства копировать иностранную модель было воспринято коллективом завода как оскорбление, как вспоминал один из руководителей группы дизайнеров Игорь Зайцев: 
Нам привезли кузов от «Симки», на базе которого предстояло сделать макет-агрегатоноситель для изучения особенностей переднеприводной компоновки. У неё просто отрезали передок и приделали новый — с продольно расположенным «четыреста двенадцатым» двигателем. Этот прототип мы назвали «Максимкой». Министру Полякову он очень понравился. А про наш собственный «Москвич» С-3, опытный образец которого строился примерно в это же время, Поляков говорил: «Где вы видели такие автомобили? Таких машин не бывает!».

Позже купили несколько Симок, одну из них разобрали: агрегаты отправили в лабораторию на испытания, а кузов отдали нам. Прямо на нём мы и лепили будущий «сорок первый». Это было очень трудно: месяца полтора или два я не мог заставить свою команду подойти к этому макету! Настолько все были оскорблены и унижены тем, что нам приказали взять не просто идею, а вот так примитивно скопировать автомобиль вплоть до «железа». Так и родился Москвич-2141.
Бывший в те годы главным конструктором АЗЛК Ю. А. Ткаченко в своих воспоминания о том же этапе проектирования автомобиля рисует несколько отличающуюся картину событий:
Я руководил разработкой «Москвича-2141» в качестве главного конструктора АЗЛК от начала создания модели до завершения приёмочных испытаний (1977—1984 гг.). По моему предложению «Симку-1308» взяли в качестве прототипа-носителя агрегатов. За рубежом такая практика широко распространена. Эти модели называют «мулами». ВАЗ широко использовал в качестве «мулов» выпускаемые модели «Жигулей». Мы не имели такой возможности, так как создавали машину в новом, более высоком классе.
Для ускорения проектных работ решили использовать для постройки ходового макета кузов переднеприводной модели «Симка-1308». Чисто внешне кузов «Симки», ставшей «Автомобилем 1976 года», выглядел достаточно эффектно, что имело немаловажное значение при представлении модели руководству Совмина и министерства.
Так или иначе, прототип на основе кузова «Simca 1308» с новым передком, в котором был продольно установлен двигатель от «Москвича-412», был готов уже в 1977 году, через четыре месяца после начала проектирования — на заводе его открыто называли «Максимкой».
В октябре того же года он был продемонстрирован руководству на стадионе АЗЛК и одобрен для дальнейшей разработки.
В следующем 1978 году был представлен доработанный опытный образец 2141-С7. В 1981 году автомобиль получил уже вполне узнаваемый, по будущим серийным автомобилям, внешний облик. Для массового производства, однако, от многих элементов декора пришлось отказаться. В результате окончательный вариант «Москвич-2141», принятый в серийное производство, был продемонстрирован в 1985 году, а уже с февраля 1986-го началось его производство. В течение года было произведено 313 машин, из которых 245 по решению Московского горисполкома, были проданы работникам АЗЛК и ветеранам Великой Отечественной войны (по цене 9632 рубля). По итогам 1987 года было произведено 5344 машины, в 1988 году — 21 812 экземпляров. И только с 1989 года удалось наладить по-настоящему массовое производство — 74 058 автомобилей, когда автозавод полностью перешёл на выпуск только этой модели.

### Конструктивные особенности

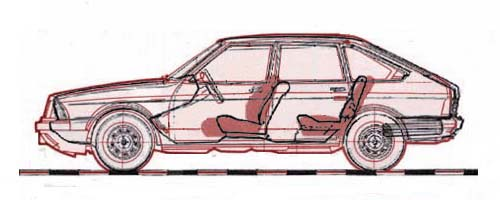
Приблизительное сравнение силуэтов Simca и «Москвича» (красный — «Москвич», чёрный — Simca)
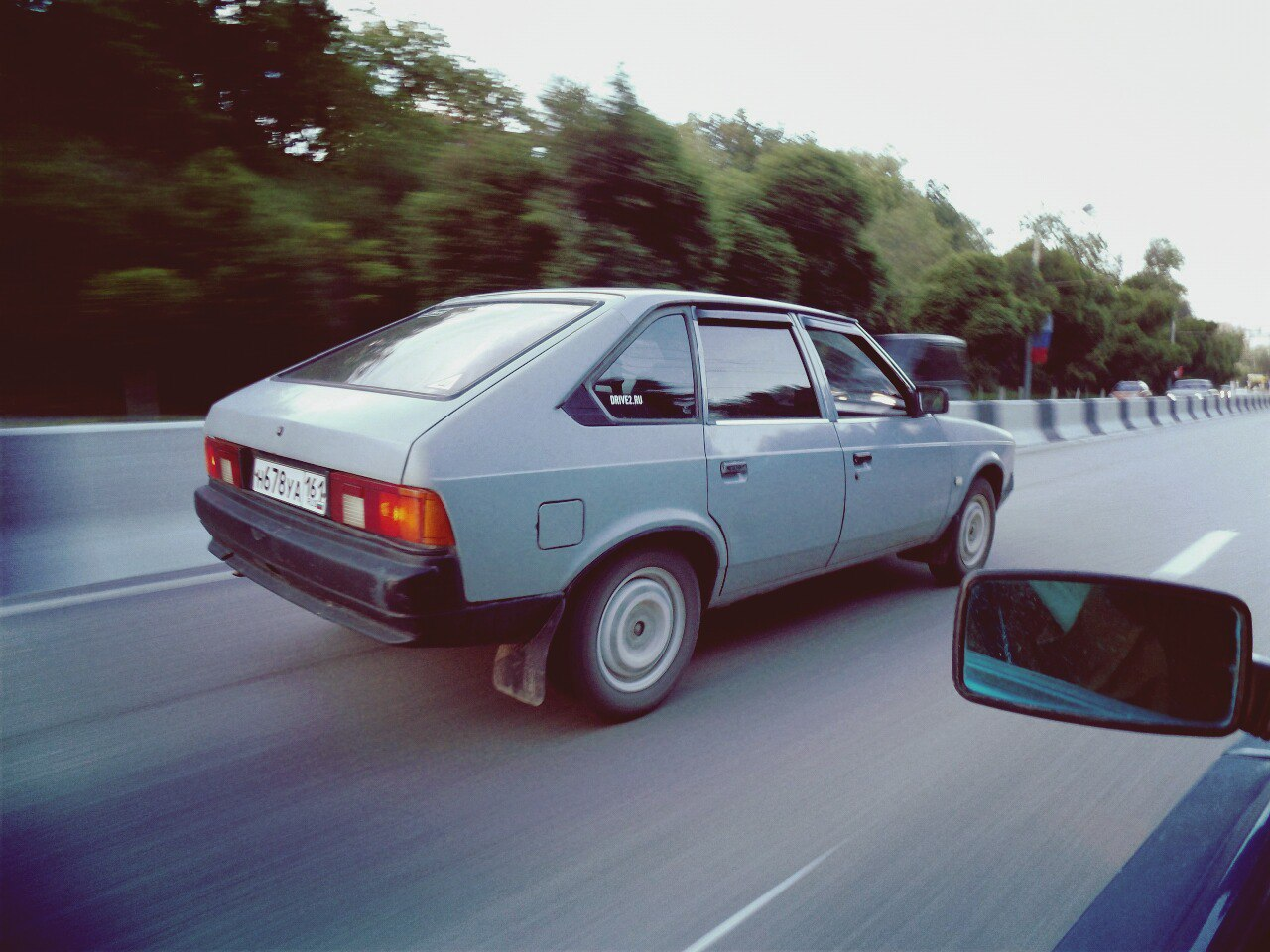
Москвич 2141 1991 года
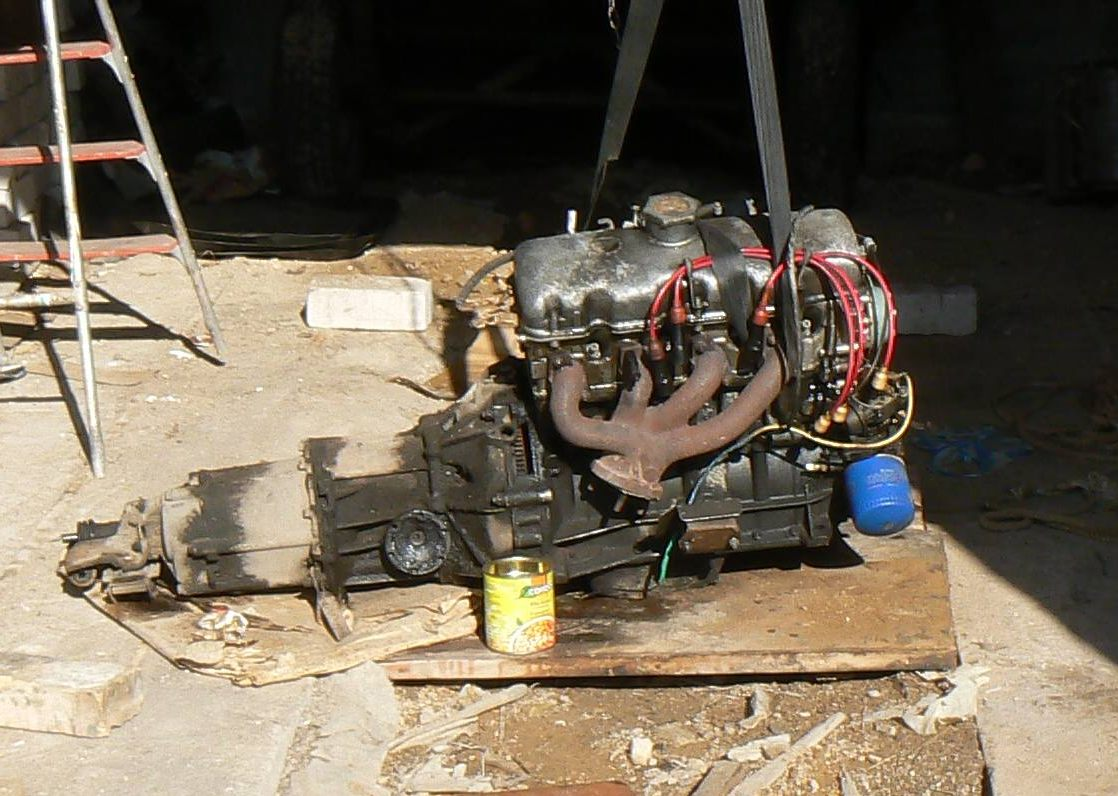
Силовой агрегат М-21412 с двигателем 331.10 и пятиступенчатой КПП

Выбранная компоновка предопределила высокую для своего времени пассивную безопасность автомобиля, особенно при смещённом ударе водительской стороной — здесь «Москвич» даже в начале девяностых был сравним с моделями иностранного производства.
В целом, количество внесённых в кузов, по сравнению с «Симкой», изменений было столь велико, что, как утверждает генеральный конструктор автомобиля Ю. А. Ткаченко,
Новые агрегаты трансмиссии и шасси потребовали разработки полностью нового основания кузова. Перечень отличий можно продолжить, но, наверное, проще сказать, что от «Симки» осталось: часть элементов конструкции крыши и профили уплотнителей стёкол.

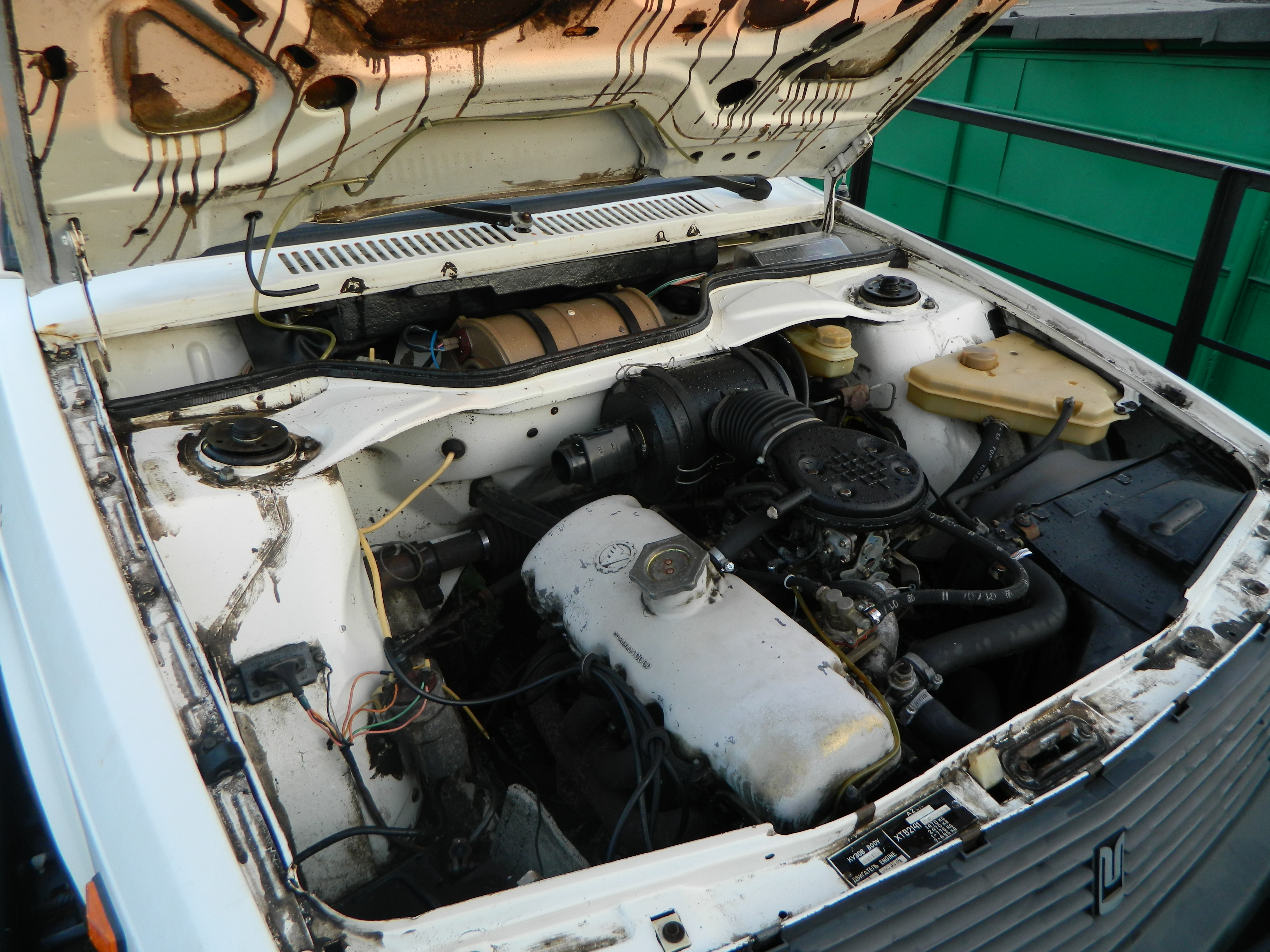
Компоновка моторного отсека модели М-21412 с двигателем 331.10
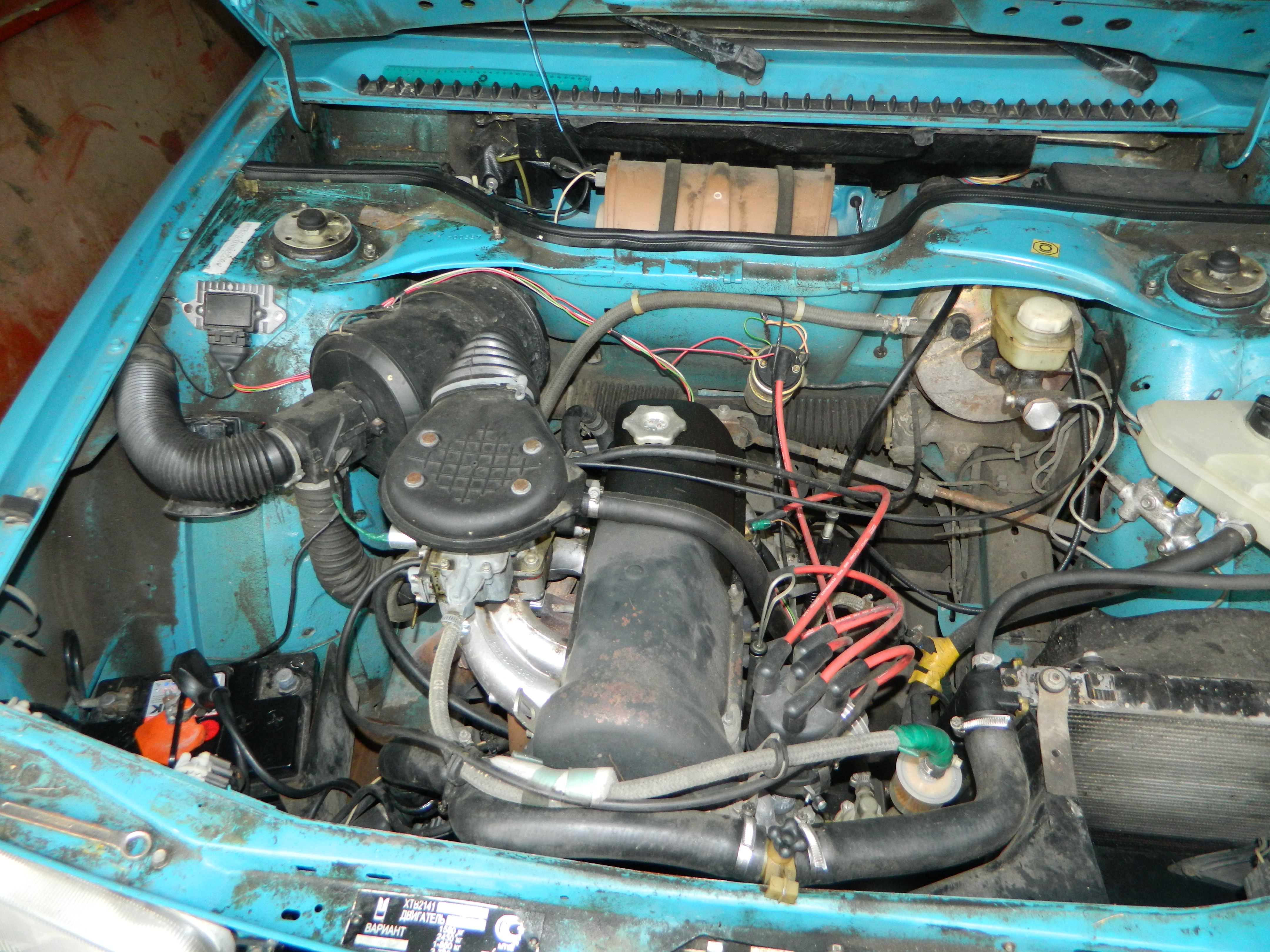
Компоновка моторного отсека модели М-2141 с двигателем 2106-70

Для линейки переднеприводных «Москвичей», которая по оригинальному замыслу должна была включать в себя базовые модели «Москвич-2141» («хетчбэк»), «Москвич-2142» («седан»), «Москвич-2335» («пикап») и «Москвич-2901» (универсал повышенной вместимости или минивэн), было сконструировано оригинальное семейство бензиновых и дизельных двигателей «Москвич», включавшее моторы АЗЛК-21415 (1,8 литра, 8 клапанов); АЗЛК-21416 (1,8 литра, 16 клапанов); а также турбодизель объёмом 1,8 литра АЗЛК-21413. Для производства этих двигателей при АЗЛК создавалось собственное моторное производство.
Тем не менее завод двигателей, будучи построенным к началу 1990-х годов на 90-95 % (данные разнятся), из-за начавшегося экономического кризиса и невозможности погашения предприятием кредита в 800 млн долларов, предоставленного в конце восьмидесятых банком ВТБ под закупку импортного оборудования, достроен не был, а позже его установленное оборудование было разукомплектовано, списано и просто утрачено.
В серийном производстве на переднеприводной «Москвич» устанавливались карбюраторные двигатели рабочим объёмом 1500 см³ (УЗАМ-331.10), с лета 1994 года — 1700 (УЗАМ-3317), а позднее 1800 (УЗАМ-3313) и (очень редко) 2000 см³ производства Уфимского завода (УЗАМ), разработанные на основе двигателя «Москвича-412», а также — на меньшую часть выпуска — объёмом 1600 см³, позднее — 1700 и 1800 см³ производства ВАЗ.
Кроме того, в начале девяностых годов выпускались экспортные модификации М-2141-136 и М-2141-10 с дизельным двигателем иностранного производства рабочим объёмом 1800 см³ модели FORD RTF (XLD418, этот же мотор устанавливался на модели «Ford Fiesta», «Ford Escort» и «Ford Sierra» с августа 1989 года).
В середине девяностых годов встал вопрос о современном двигателе для «Москвича». После длительных поисков конструкторы остановились на французском инжекторном двигателе модели «Renault F3R272» (1998 см³), версии с ним предлагались в конце серийного производства модели.
Применённые в автомобиле конструктивные решения позволили даже с учётом использования устаревших силовых агрегатов добиться снижения массы и расхода топлива по сравнению с «Симкой», улучшилась и проходимость за счёт увеличения дорожного просвета и хорошей загрузки передних ведущих колёс (обратная сторона не слишком удачной развесовки).

### Оформление
- «Москвич»
- Simca
- «Москвич»
- Simca
- Talbot Alpine и Solara 1981 года - фейслифт Simca 1307

Никаких претензий в плане нелицензионного использования интеллектуальной собственности к АЗЛК не возникло, что подтвердили охранными документами все промышленно развитые страны мира, в том числе и Франция (хотя после европейской премьеры модели в прессе всё же возникло обсуждение её возможной связи с продукцией «Симки»).

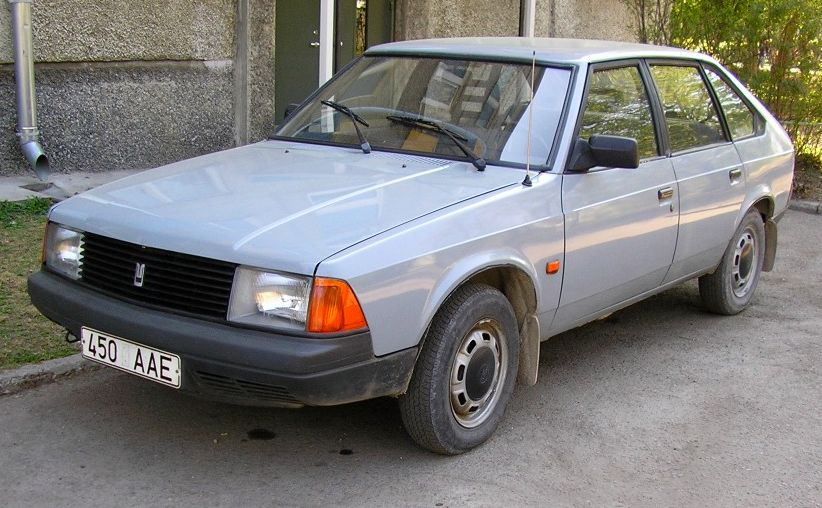
«Москвич»
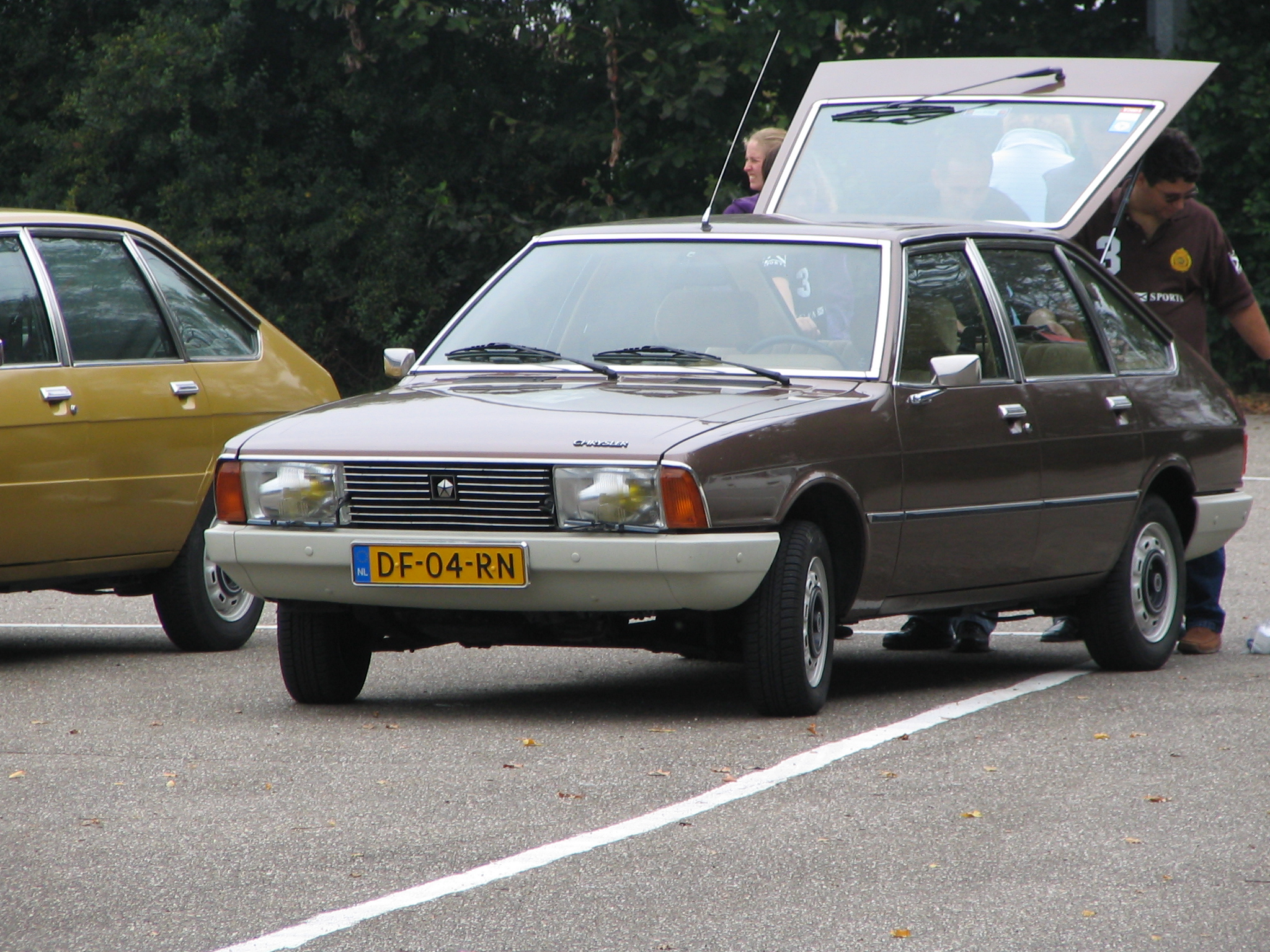
Simca
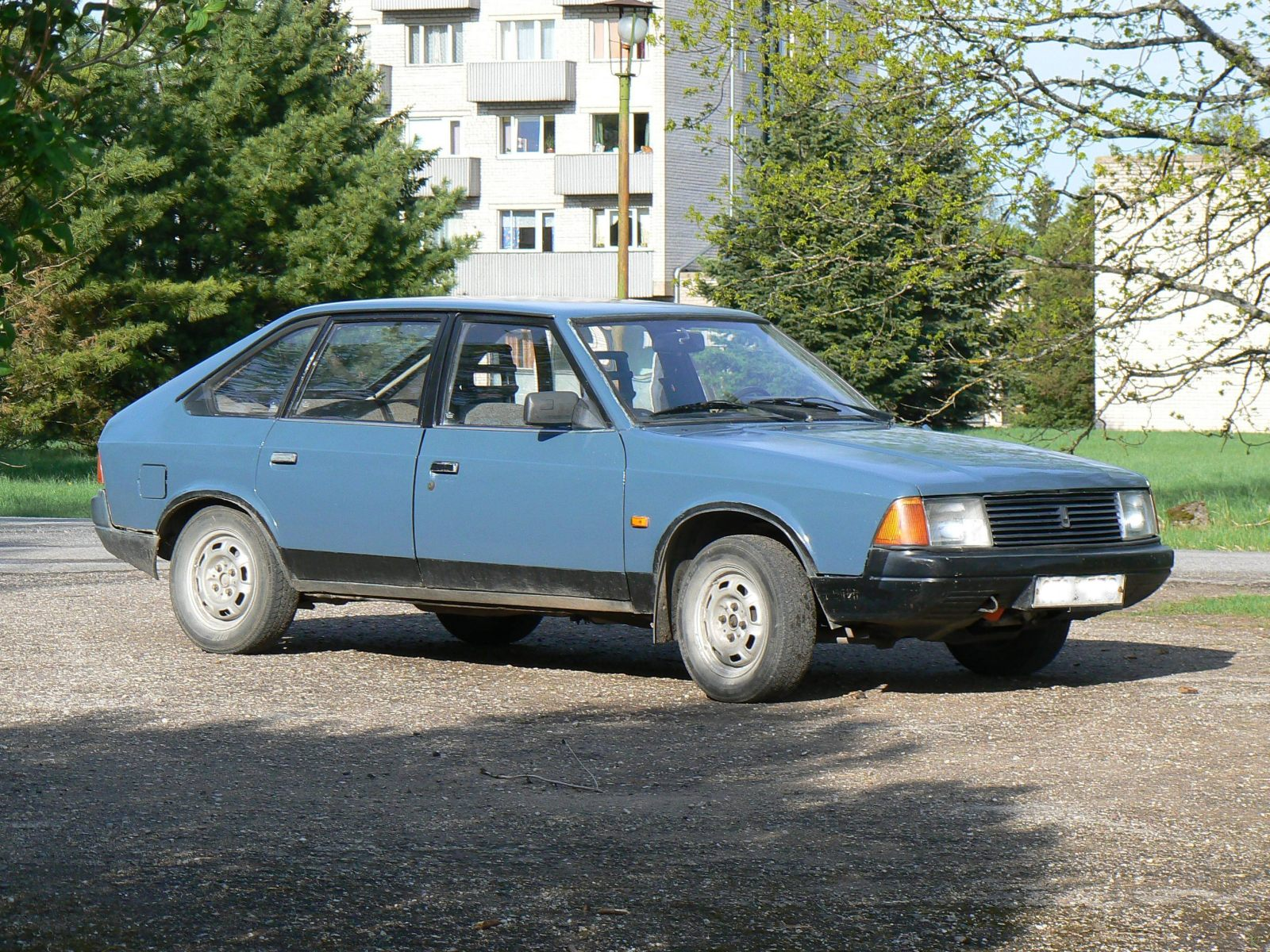
«Москвич»
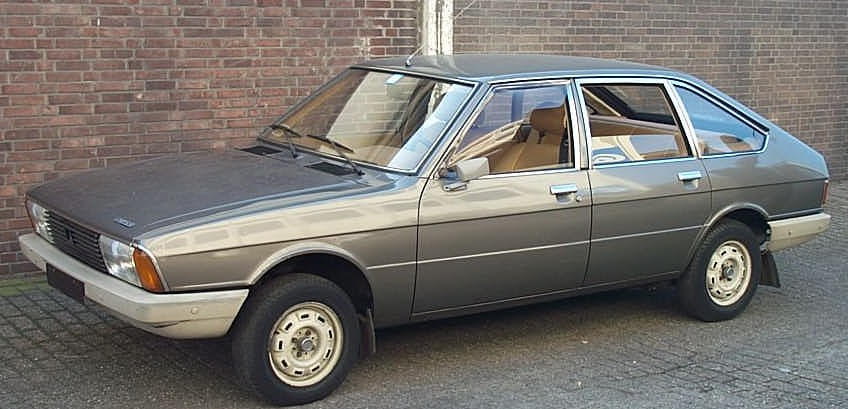
Simca
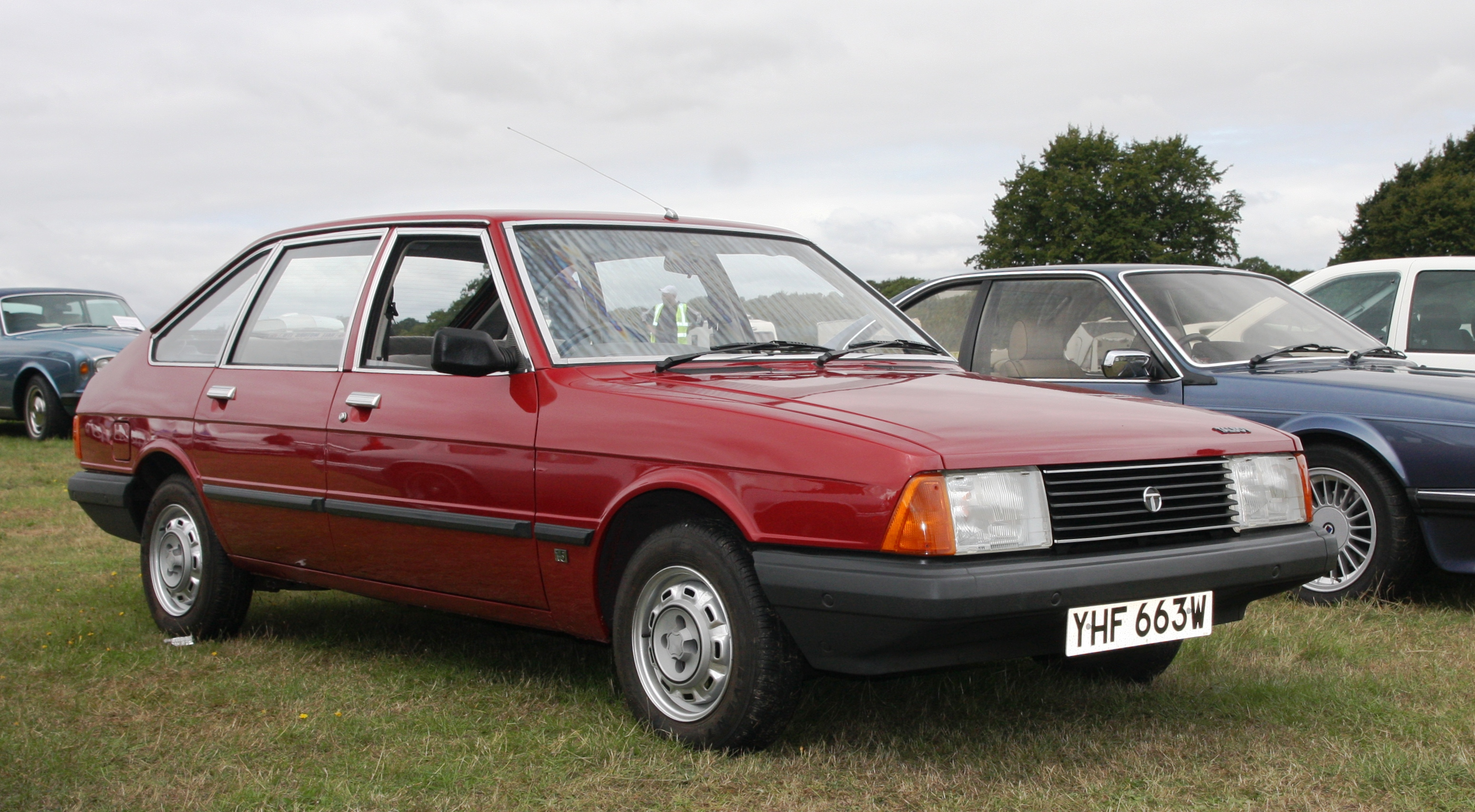
Talbot Alpine и Solara 1981 года - фейслифт Simca 1307

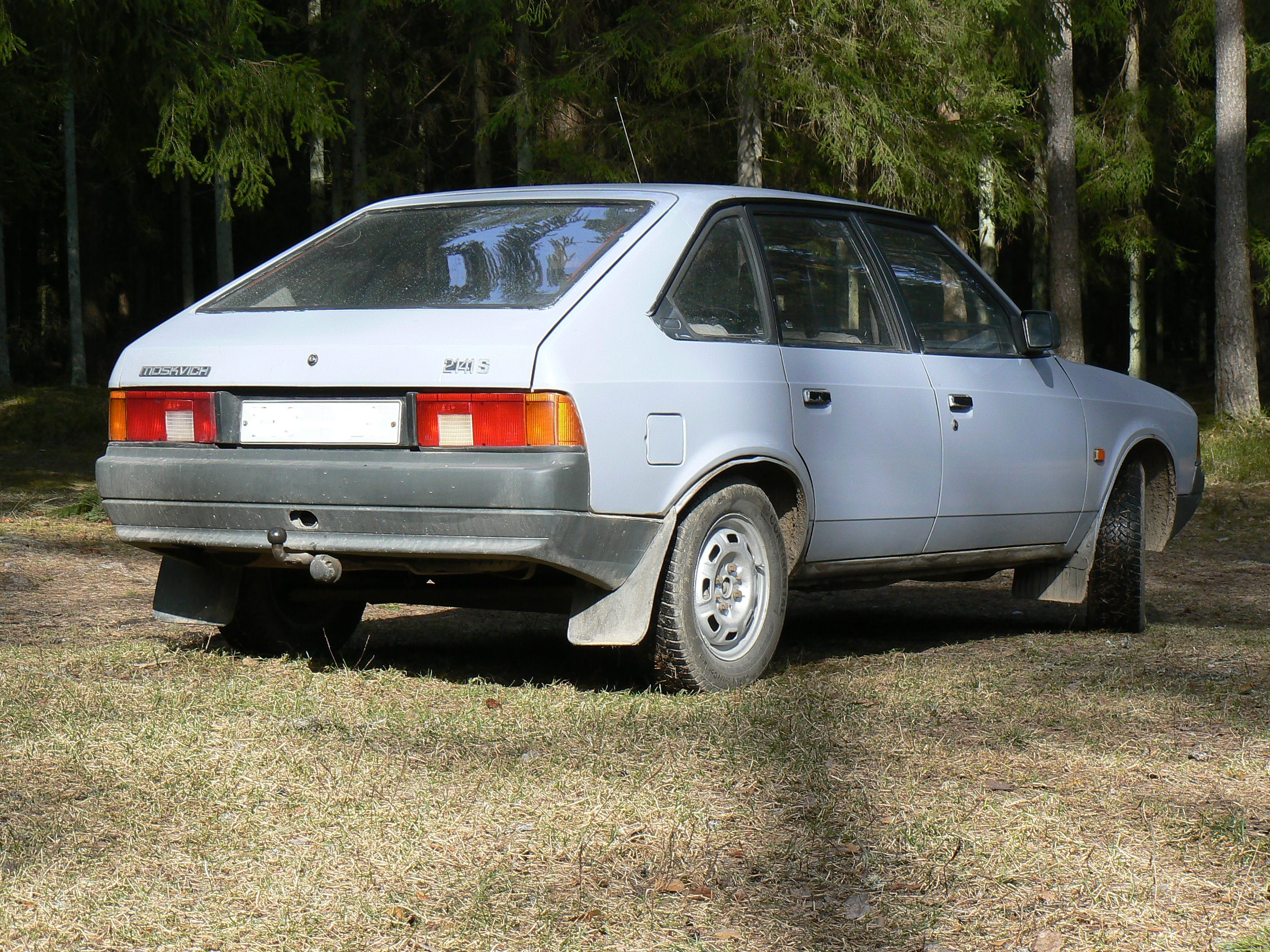
«Москвич»
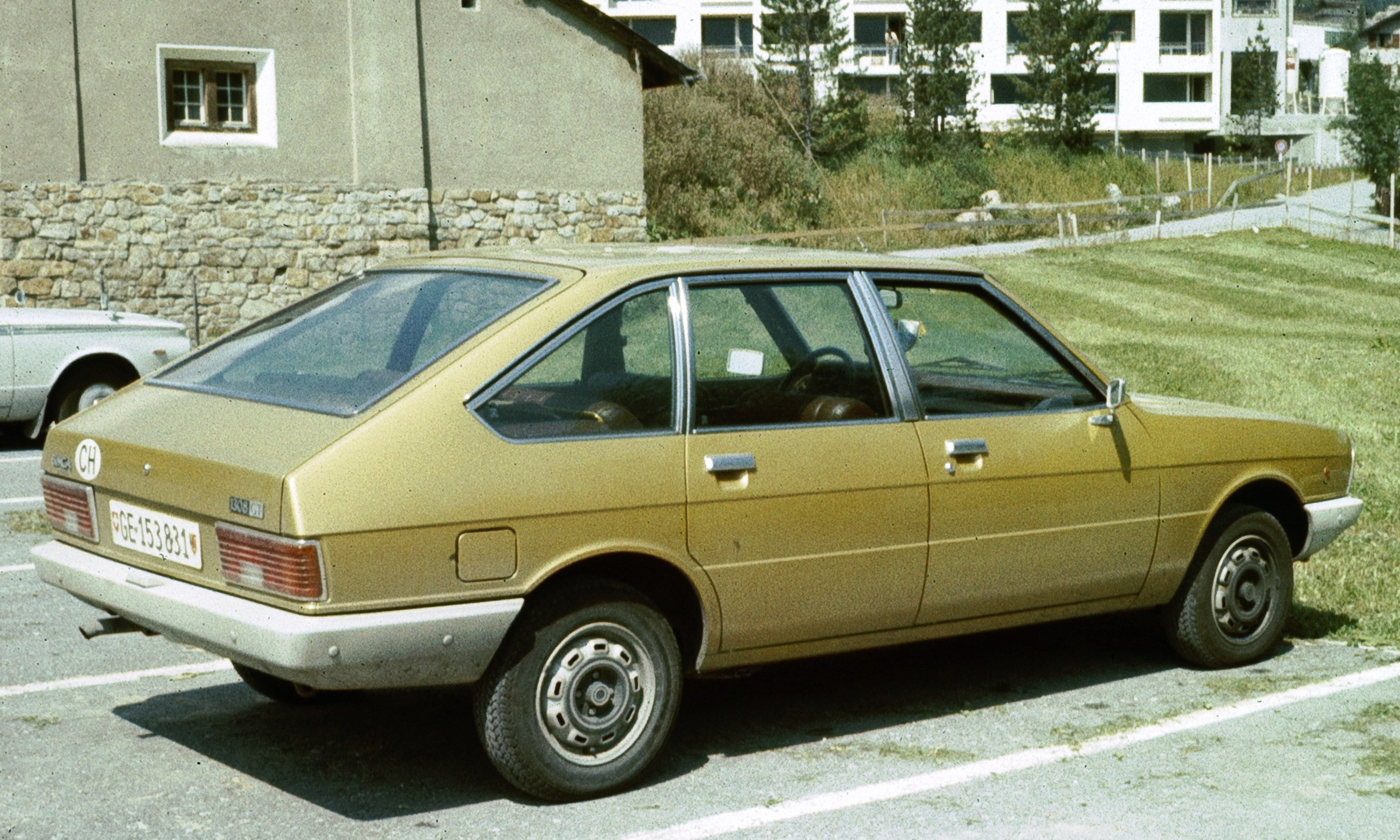
Simca
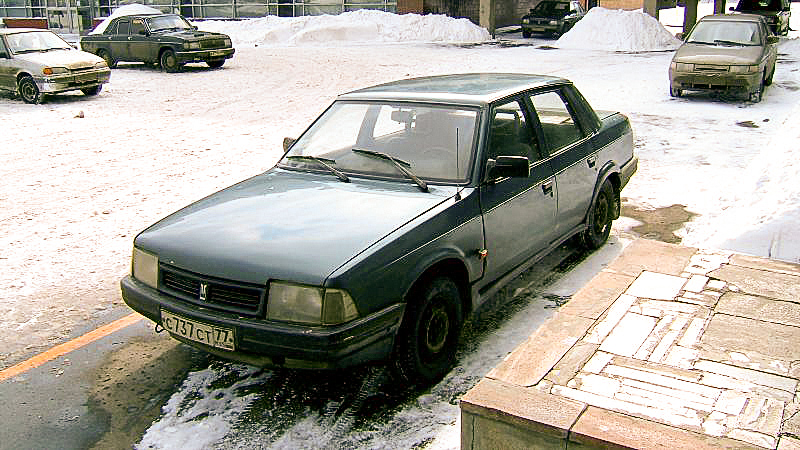
Подготовленная к производству в середине 1990-х модель седана «Москвич-2142»
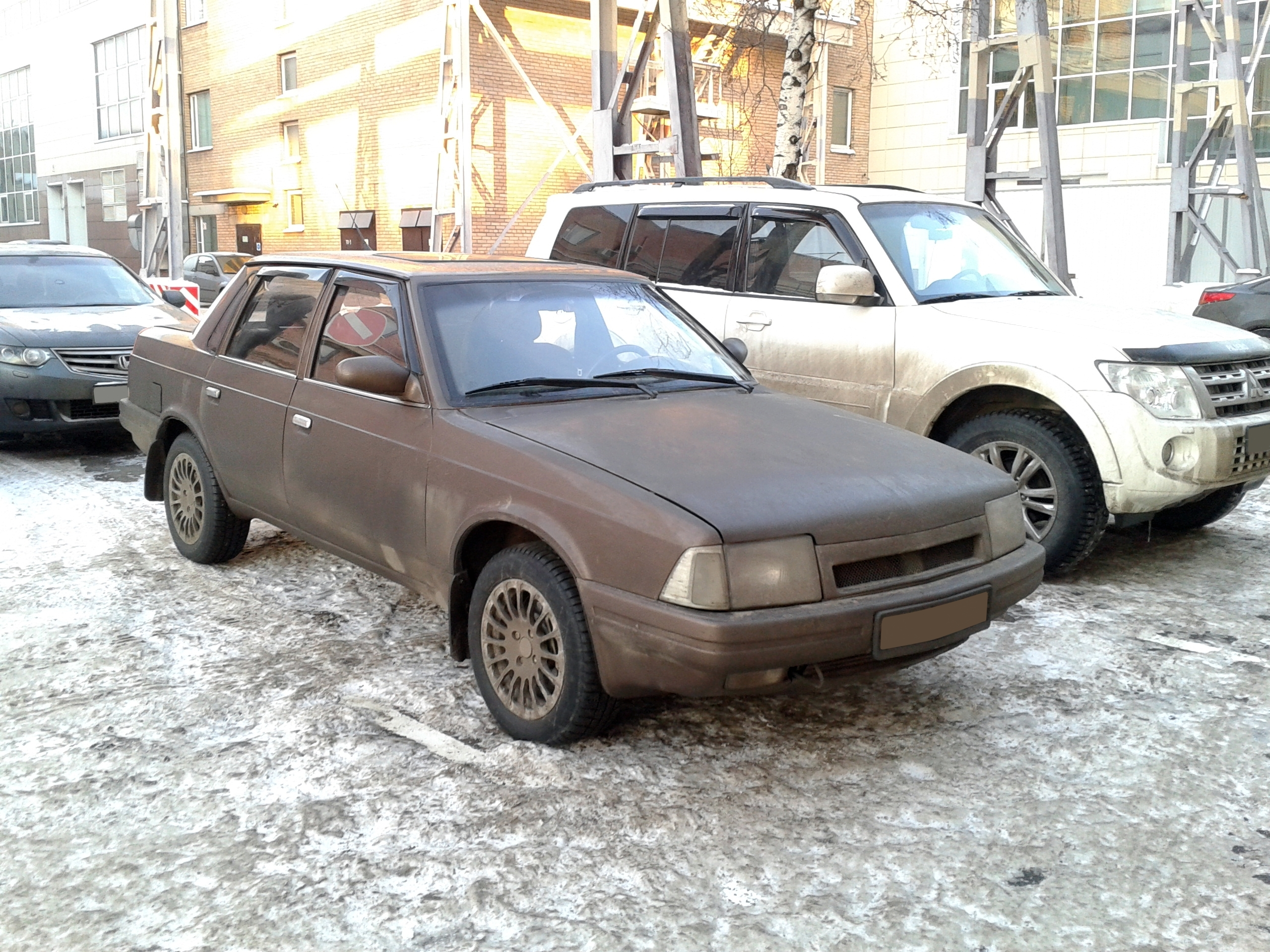
Москвич-2142 в частных руках.

Наряду с базовой моделью с кузовом «хетчбэк» была разработана и модификация с кузовом «седан» — «Москвич-2142», причём работы по нему велись уже на основе готового «хетчбэка», что существенно затруднило работу над автомобилем. Игорь Зайцев вспоминает:
Мы воевали с начальством: нельзя так проектировать автомобили. Все модификации должны создаваться параллельно: и хетчбэк, и седан, и универсал. А когда начинаешь вот так, вдогонку — ничего не стыкуется!
Доходило до смешного: приходилось бороться за то, чтобы сделали подсветку в перчаточном ящике или карманы в дверях. В ответ — аргумент: зачем это надо? Трудно это объяснить ведущему конструктору, который в свои сорок пять лет ни разу за рулём не сидел.

Пепельницу конструировал человек, который никогда в жизни не курил! Ты представляешь, спрашиваю, что ты сделал? Ей же пользоваться невозможно! Ни культуры проектирования, ни культуры производства.

## Особенности семейства

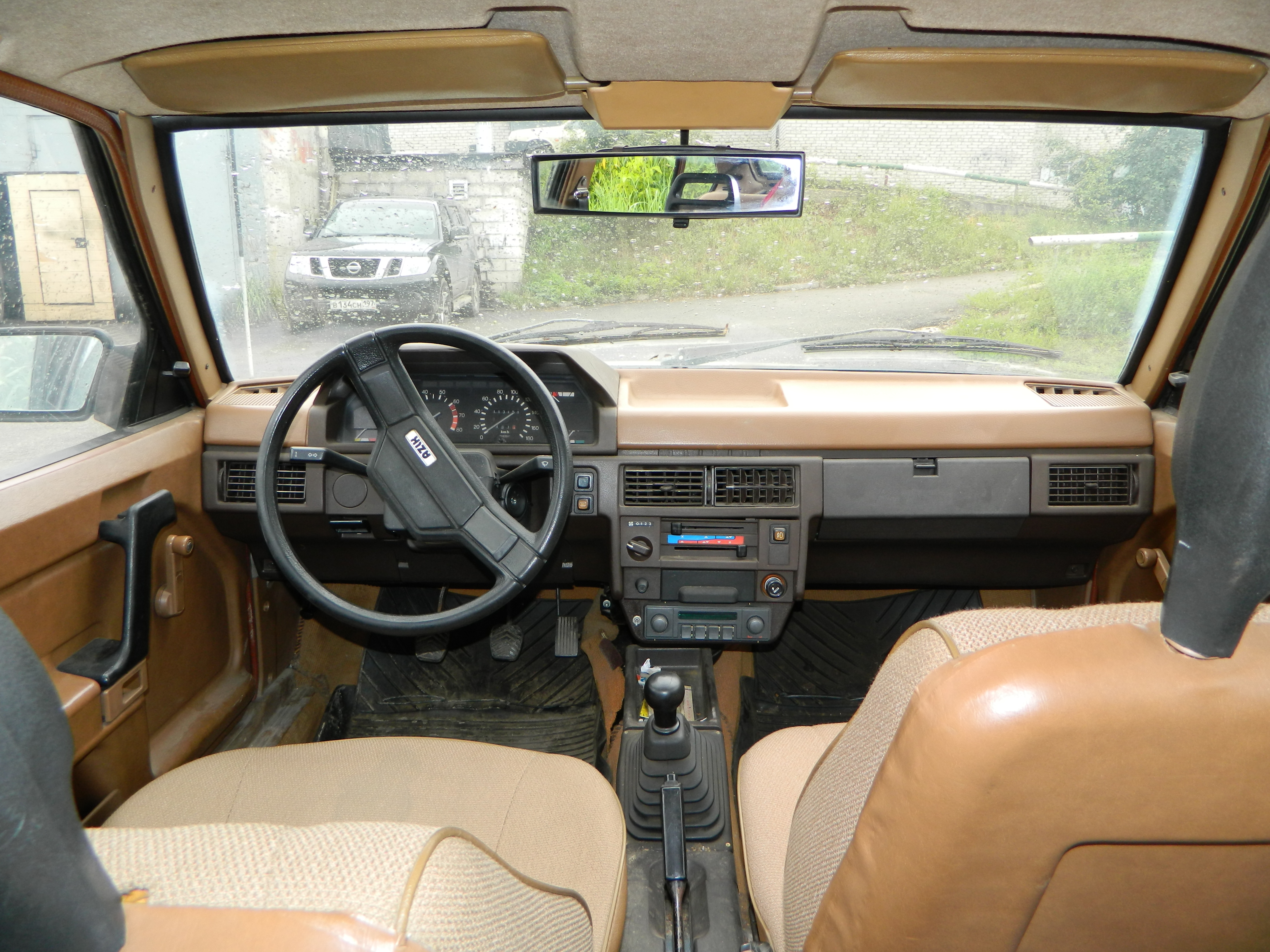
Коричневый вариант салона. Устанавливался в 1986—1990-х годах
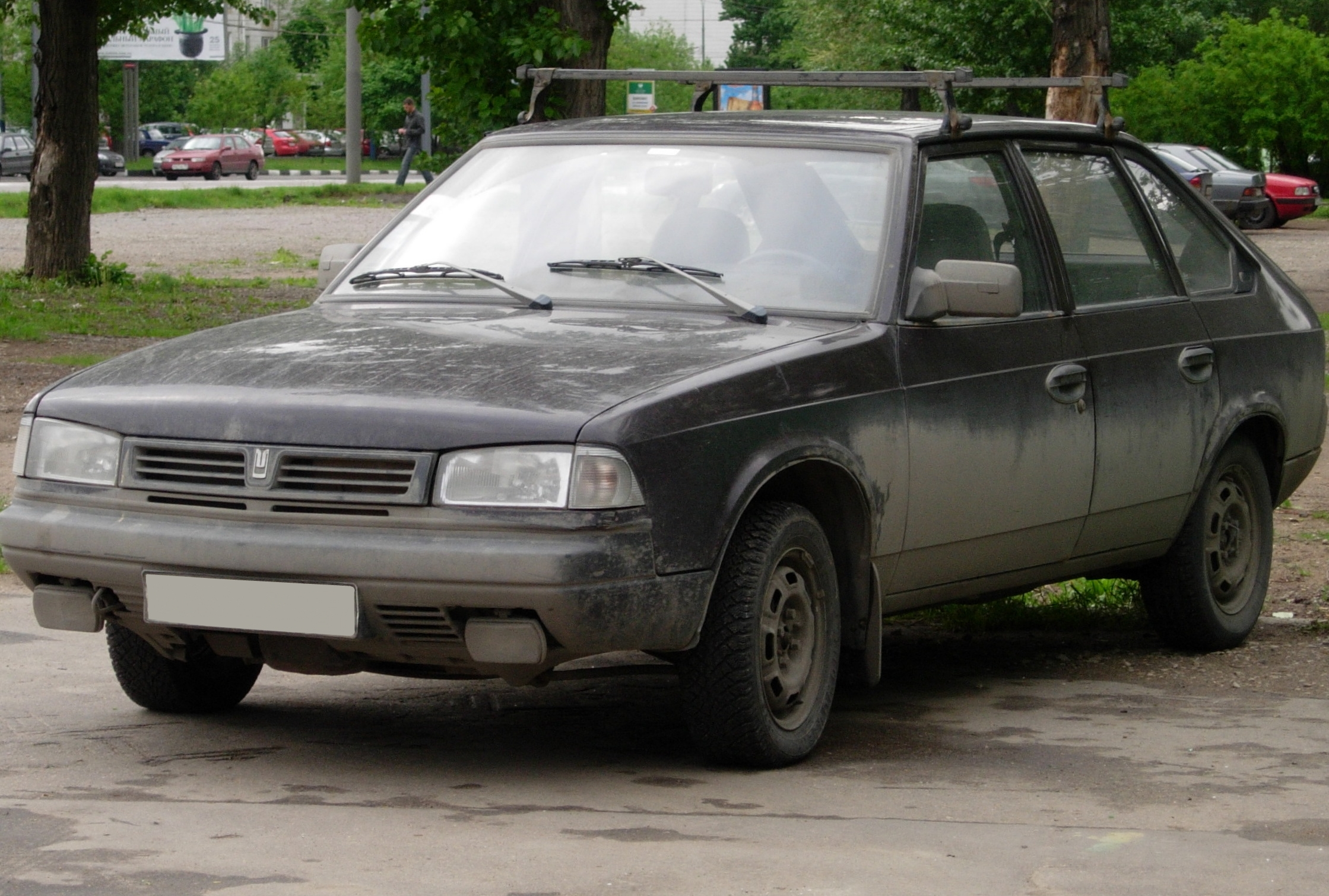
«Москвич-Святогор».
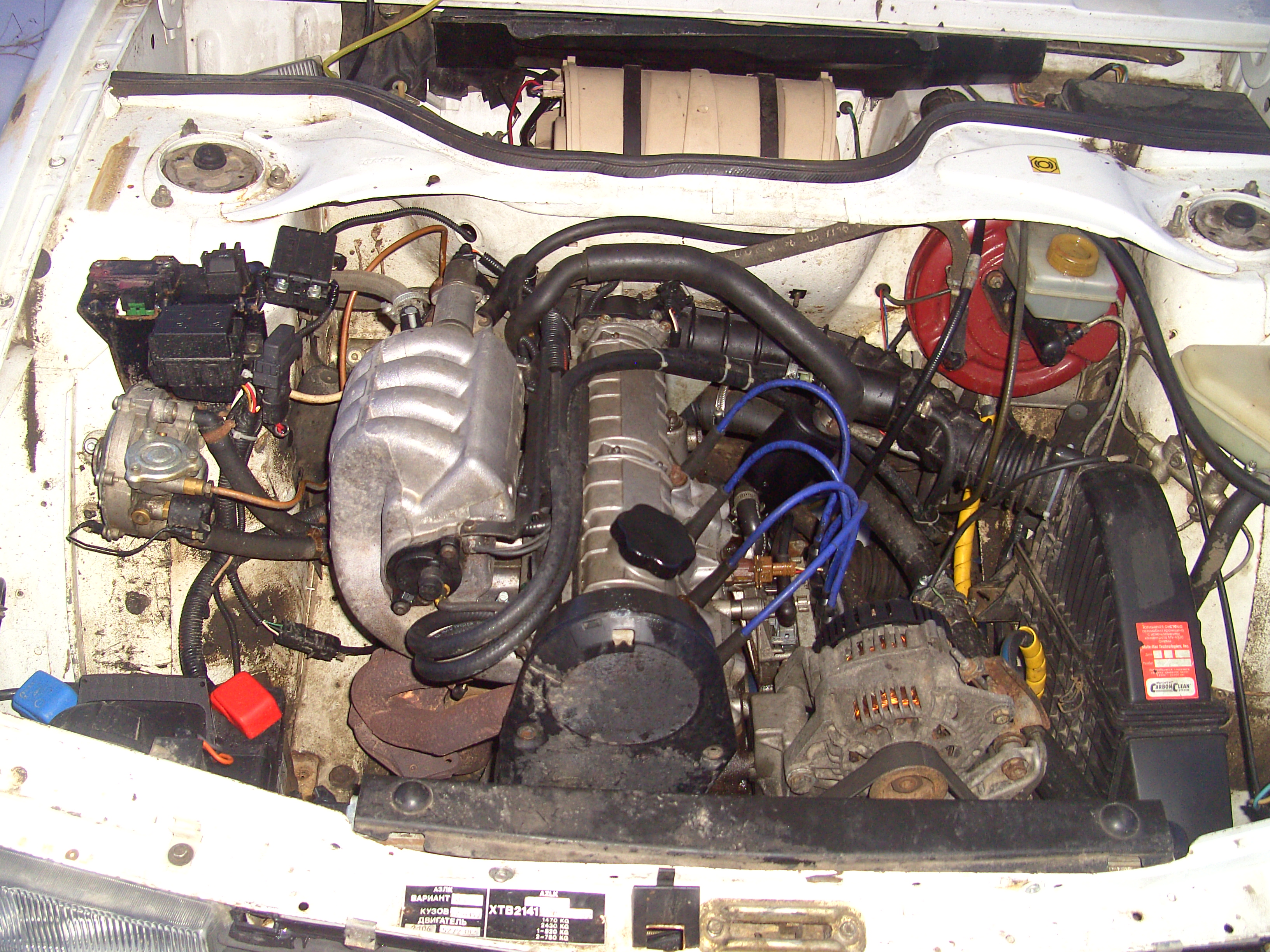
Подкапотное пространство «Святогора» с двигателем Renault F3R

Для семейства «Москвич-2141» характерны вместительные салон и багажное отделение (увеличиваемое за счёт складывания заднего сиденья до 1,27 м³), эффективное отопление салона, лёгкое рулевое управление, хорошая управляемость на высоких скоростях. По сравнению с другими отечественными легковыми моделями, «Москвич-2141» обладал лучшей проходимостью по заснеженным и загрязнённым дорогам. Высокая ремонтопригодность автомобиля частично искупала несовершенство и ненадёжность применявшихся на нём узлов и агрегатов.

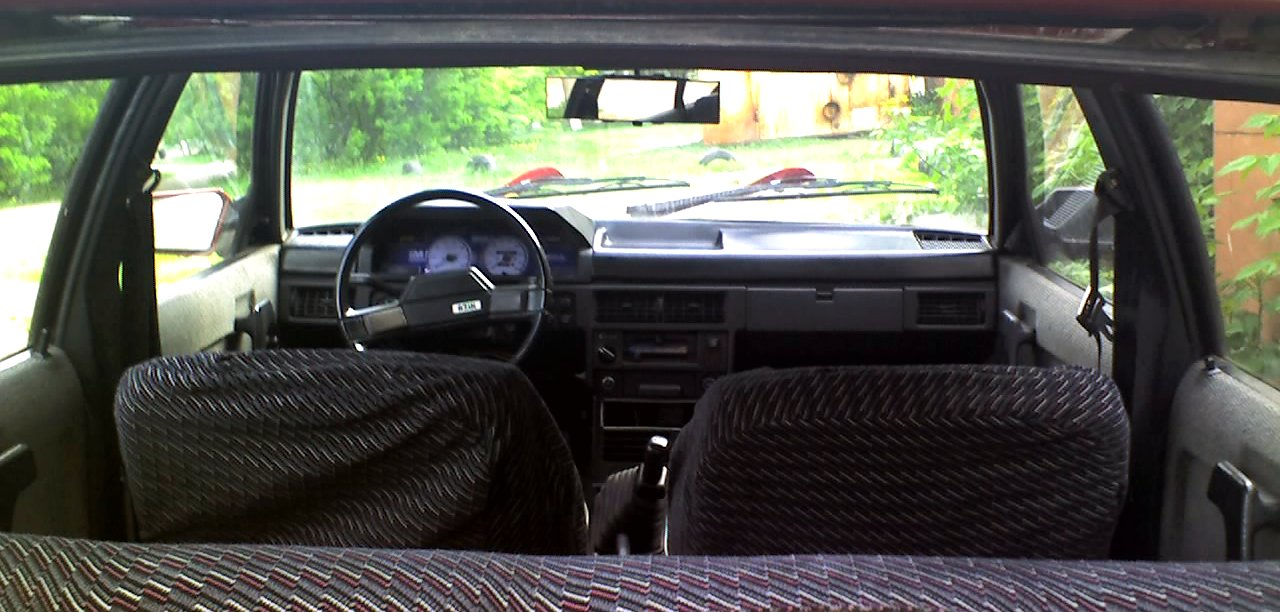
Салон Москвича-2141
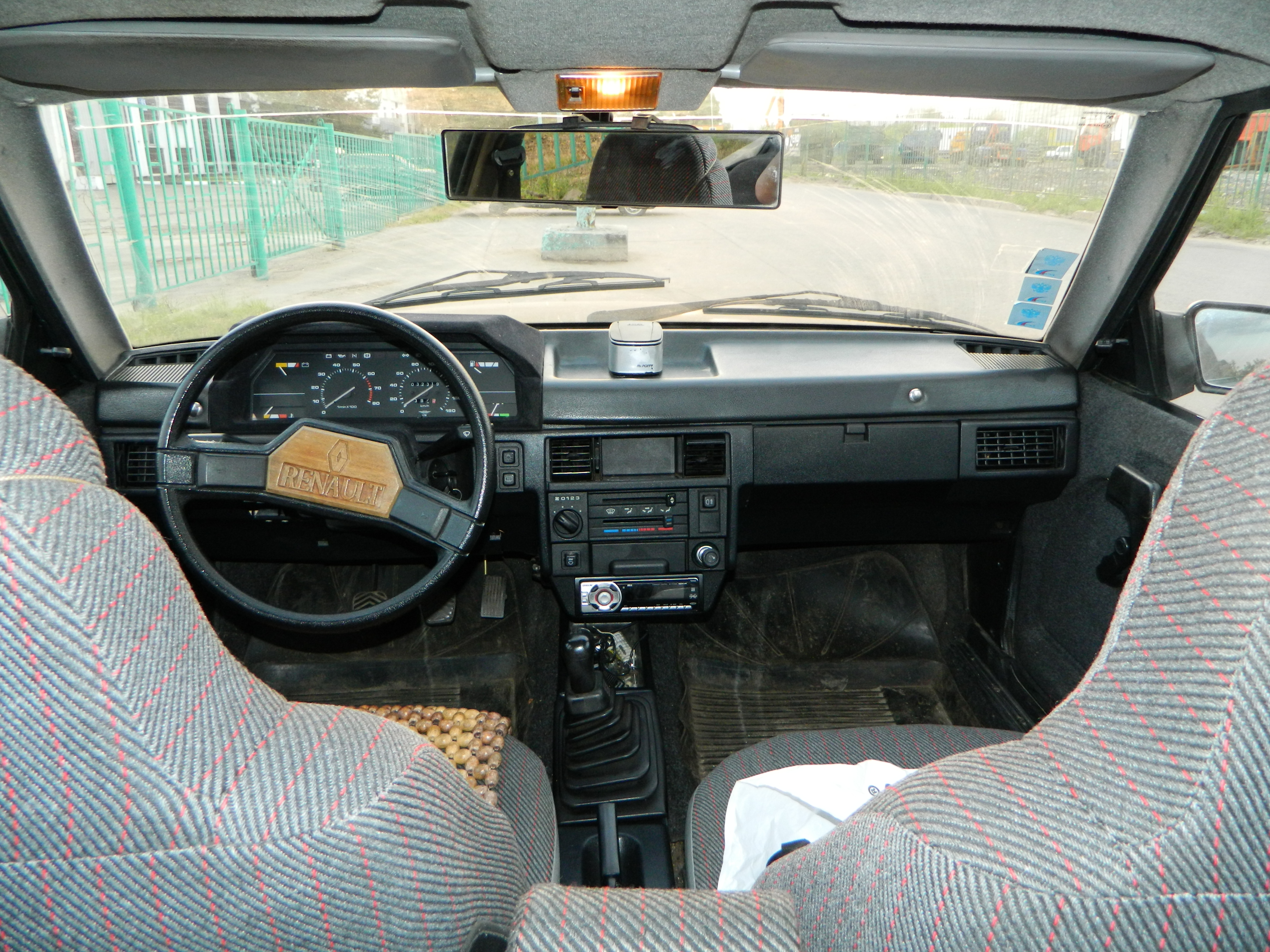
Салон «Святогора» с 1998 года с «высокими» сиденьями, подлокотником

## Проект дальнейшей модернизации
В конце девяностых годов на заводе был разработан проект дальнейшей модернизации автомобиля. «Святогор» должен был получить новый передок, полностью новые бамперы под цвет кузова с резиновыми вставками, заднюю часть с выступающим третьим объёмом, резиновые молдинги на боковине, современную светотехнику и полностью новый салон. Проект был доведён до стадии демонстрационных макетов — существовало несколько вариантов.
Также по заказу АЗЛК сторонней фирмой-автоателье в 1998 году были начаты работы по оснащению Святогора автоматической коробкой передач «Крайслер-42LE». Всего было создано два опытных образца, которые в течение года успешно прошли испытания, их пробег составил по 200 тысяч километров, однако руководство автозавода в итоге отказалось от внедрения АКПП в серию.

## «Князья» — «Москвичи»
Новое руководство предприятия решило расширить модельный ряд за счёт более рентабельных (по его мнению) автомобилей среднего класса. В 1997 году появился мелкосерийный М-2141R5 «Юрий Долгорукий» с удлинённым на 200 мм кузовом «хетчбэк» и аналогично удлинённый седан Москвич-2142R5 «Князь Владимир».

## Прекращение производства

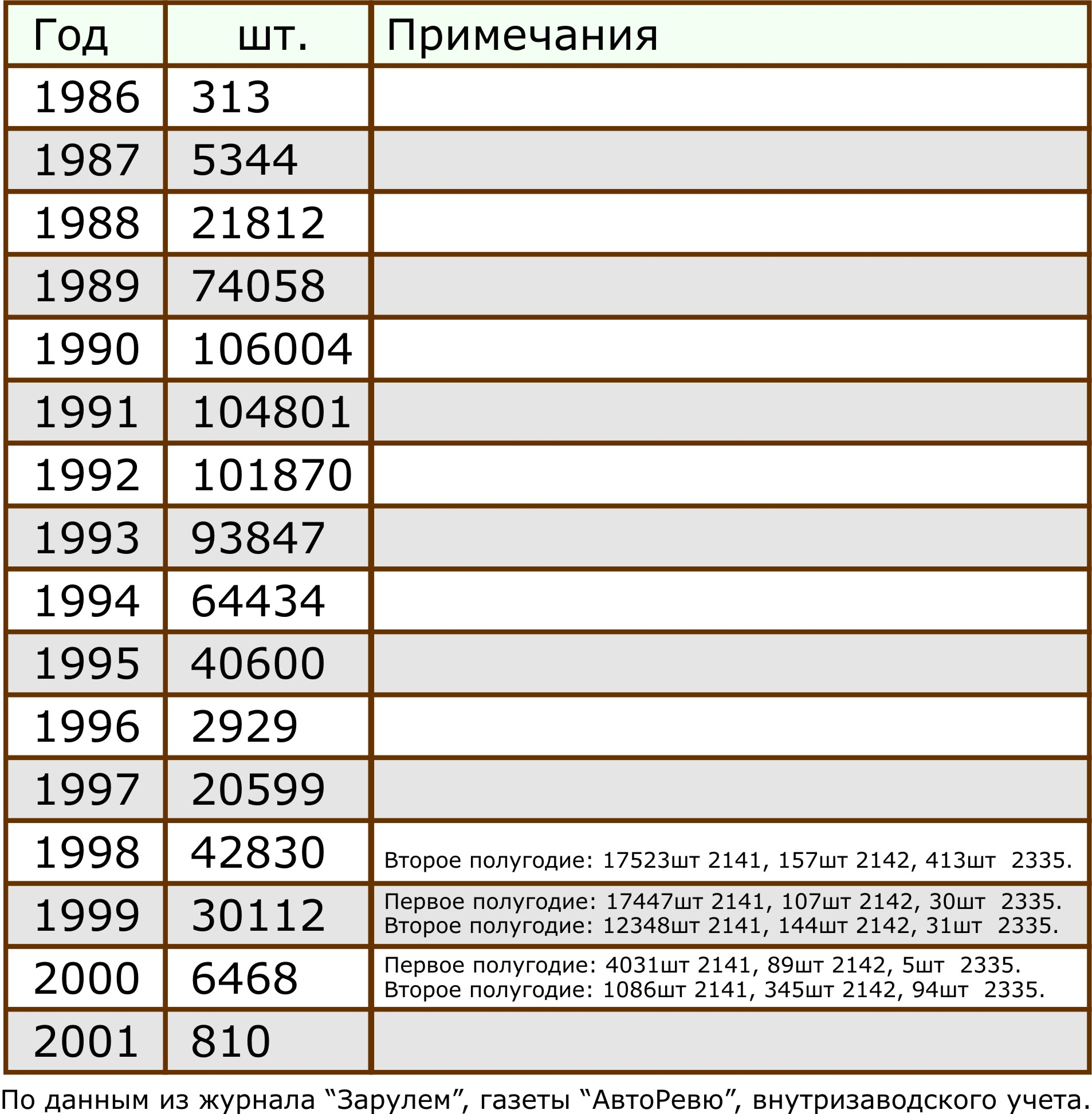
Производство семейства 2141 в период 1986—2001 гг.

В связи с дефолтом 1998 года, оснащение «Святогоров» импортными комплектующими (в первую очередь - моторами Renault F3R) оказалось невозможным, а поставки двигателей ВАЗ и УЗАМ отличались нестабильностью и завышенными ценами. Кроме того, дорогие мелкосерийные «князья» не пользовались спросом даже у госорганов, хотя закупку партии седанов «Князь Владимир» и «Иван Калита» в конце девяностых предприняла столичная мэрия.
ОАО «Москвич» вынуждено было постоянно сокращать объёмы производства всех моделей, распродавало сторонним организациям отдельные производственные линии (например, производство пластмассовых изделий). К началу 2000 года на площадках завода скопилось более 9000 непроданных автомобилей, часть которых была некомплектна. Кроме того, год от года росла кредиторская задолженность предприятия, копились долги за коммунальные услуги и по заработной плате сотрудникам. В 2001 году «Москвич» выпустил всего 800 автомобилей, в то время как для рентабельности производства нужно было продавать хотя бы 40 тысяч машин в год. По итогам всего вышеперечисленного, уже в конце 2001 года подача электроэнергии на завод шла с перебоями, а 4 марта 2002 года предприятие было остановлено навсегда. Сумма задолженности предприятия перед Мосэнерго составляла 435,4 млн. руб., а задолженность за теплоэнергию — около 160 млн, руб. 
В Киеве Москвич-2141 собирался до 2002 года.

## Пикап «Москвич-2335» и минивэн «Москвич-2901»
Коммерческий пикап «Москвич-2335» (его металлическая однобортовая платформа была унифицирована с прицепом производства того же АЗЛК) грузоподъёмностью 640 кг и выполненный на базе 2141 универсал повышенной вместимости «Москвич-2901» (надстройка 5-дверного кузова с высокой крышей была металлической), появился в 1991 году и через два года пошёл в серию. Задняя подвеска пикапа и УПВ была выполнена зависимой на рессорах. В конце 90-х производство пикапа было передано на Омский завод ОМП, а УПВ — на Киевский авторемонтный завод № 5. В 2000 году на базе пикапа были созданы модификации со сдвоенной кабиной и полным приводом, а также вариант Е1 с электродвигателем, но серийно их уже не выпускали. Сборка пикапа была свёрнута в Омске в 2002 году.

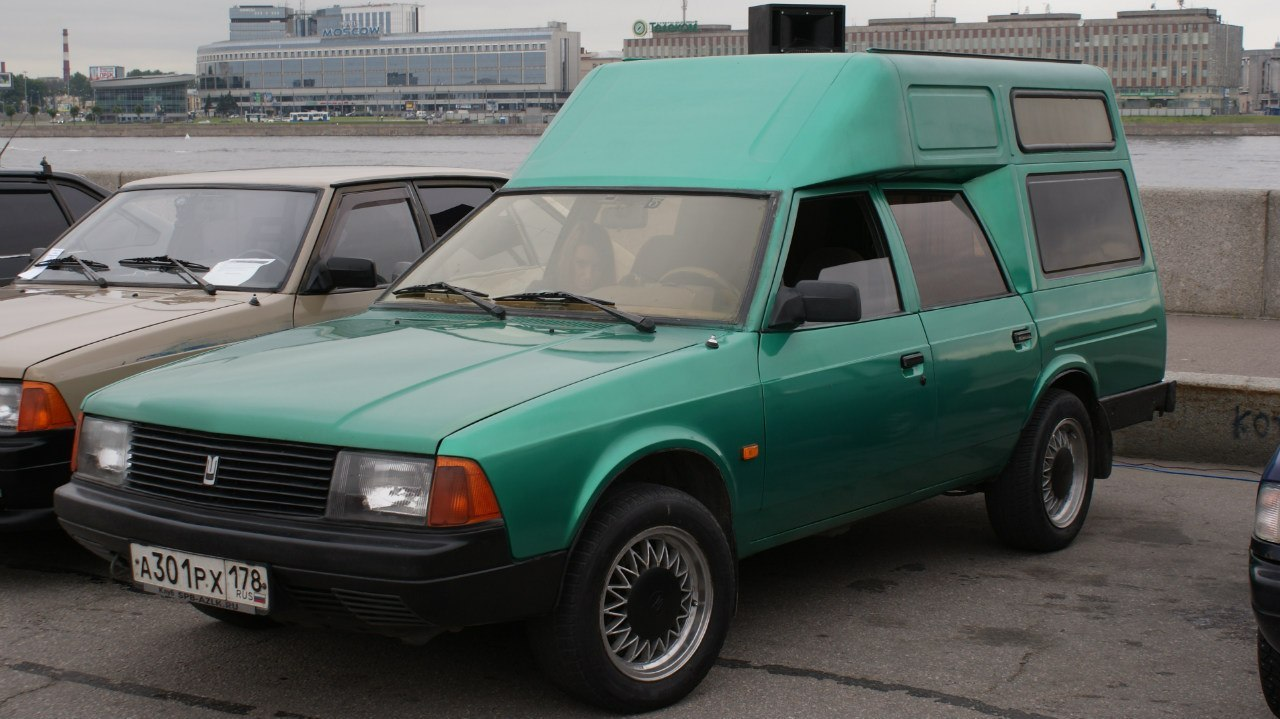
АЗЛК-2901
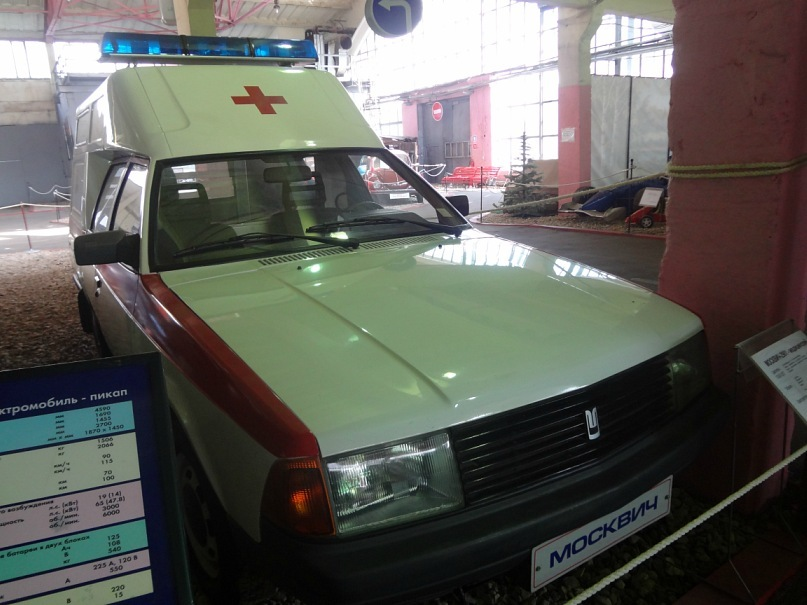
АЗЛК-2901 в исполнении для медпомощи
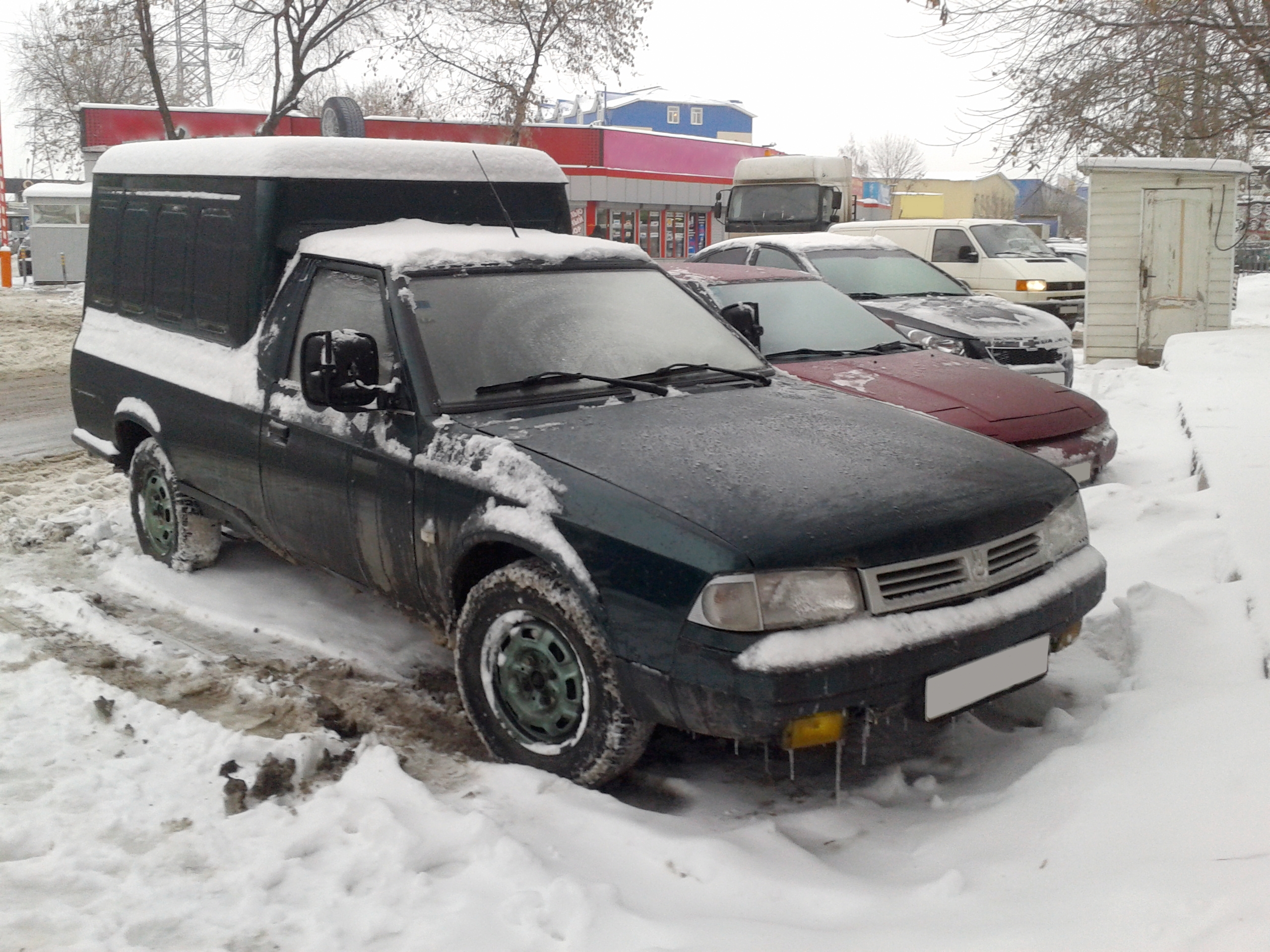
АЗЛК-2335

## Москвич-21418
Специальная модификация для милиции, оснащавшаяся 1,5-литровым двигателем УЗАМ. Модель получила дополнительный аккумулятор в багажнике, были установлены фара-искатель и ПТФ, сигнально-громкоговорящее устройство СГУ-60, дополнительные розетки для подключения электрического и радиооборудования, запираемые на ключ снаружи замки задних дверей и их блокировка от открытия изнутри, кронштейны для пристёгивания наручников на заднем сиденье.

## Безопасность
| ARCAP                                              |         |  |  |
|                                                    |         |  |  |
|                                                    | 3 из 16 |  |  |
| Протестированная модель: Москвич «Святогор» (2001) |         |  |  |

## В игровой и сувенирной индустрии
Масштабная модель автомобиля 1/43 в СССР и России выпускается на саратовском заводе «Тантал» с конца 1980-х годов, имея несимметричную форму задних дверей.
Модель «Москвича-2141» бежевого цвета, в масштабе 1/43 вышла 3 августа 2010 года в России в рамках серии «Автолегенды СССР» от издательства «ДеАгостини». Также модель существует в журнальной серии «Культовые автомобили Польши» того же производителя.